# Лозинский, Евгений Андреевич
Евгений Андреевич Лозинский (5 апреля 1935, Владивосток, Дальневосточный край — 9 июля 1997, Красноярск) — заслуженный работник культуры России, преподаватель, музыкант и филофонист.

## Биография
Евгений Андреевич Лозинский родился 5 апреля 1935 года во Владивостоке в семье медсестры и старшего судового механика. По окончании средней школы Лозинский поступает в Хабаровский медицинский институт, где после непродолжительного обучения в течение семестра неожиданно для всех бросает учёбу и уходит на пять лет служить в морскую пехоту на Дальний Восток. После восьми месяцев службы его музыкальный талант замечают и приглашают в ансамбль песни и пляски Камчатской военной флотилии. После службы на флоте Евгений Лозинский поступает в художественное училище, а затем — в музыкальное училище. По окончании первого работает руководителем ансамбля песни и пляски городского Дома пионеров города Владивостока. После окончания музыкального училища работает директором музыкальной школы города Тетюха (ныне Дальнегорска), поступает во Владивостокский институт искусств сразу на два отделения: музыковедения и хорового дирижирования.
В 1979 году получает приглашение на работу в Красноярск, в Красноярский институт искусств на кафедру хорового дирижирования. Специально для Красноярского государственного университета разрабатывает авторский курс «Основы музыкальной культуры». Этот курс Евгений Лозинский читает в КГУ в течение 15 лет (1982—1997). Частью курса были вечера классической музыки в Малом зале Красноярской филармонии, которые могла бесплатно посещать студенческая молодёжь. Ведущим на этих концертах, как правило, выступал Евгений Андреевич Лозинский.
В течение жизни Евгений Андреевич Лозинский собрал большую, достаточно уникальную для своего времени коллекцию грамзаписей классической музыки.
Во время путча начал свою лекцию перед концертом словами «Как я рад видеть полный зал…когда в стране творится уж совсем черт знает что…»
На красноярском краевом радио вёл передачу «Рассказы старого филофониста», всего было сделано около двухсот передач, выходивших два раза в месяц.
Похоронен на Бадалыкском кладбище города Красноярска.

## Награды
Заслуженный работник культуры России — 1995 год.

## Память
Мемориальная доска по адресу: Красноярск, ул Маерчака 2 «а».

Мемориальная доска